# Park Narodowy „Samarskaja Łuka”
Park Narodowy „Samarskaja Łuka” (ros. Национальный парк «Самарская Лука») – park narodowy położony w obwodzie samarskim w Rosji. Znajduje się w rejonach wołżskim, stawropolskim i syzrańskim, a jego obszar wynosi 1271,86 km². Park został utworzony dekretem rządu RFSRR z dnia 28 kwietnia 1984 roku. Jest jednym z najstarszych parków narodowych w Rosji. W 2006 roku wraz z przylegającym do niego Rezerwatem Żygulińskim otrzymał status rezerwatu biosfery UNESCO. Zarząd parku znajduje się w miejscowości Żygulowsk.

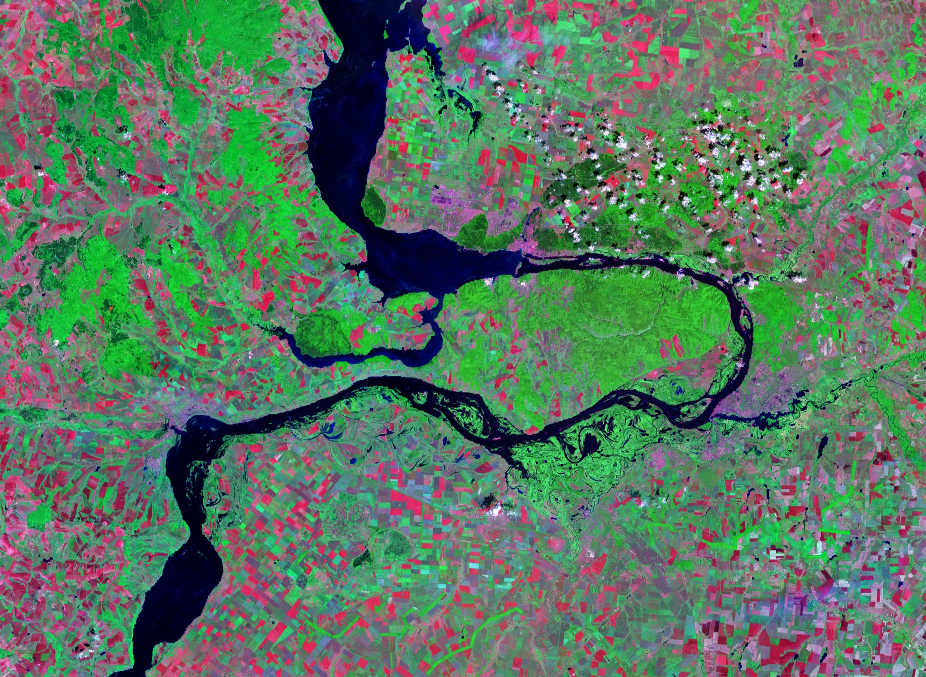
Park narodowy w zakolu Wołgi

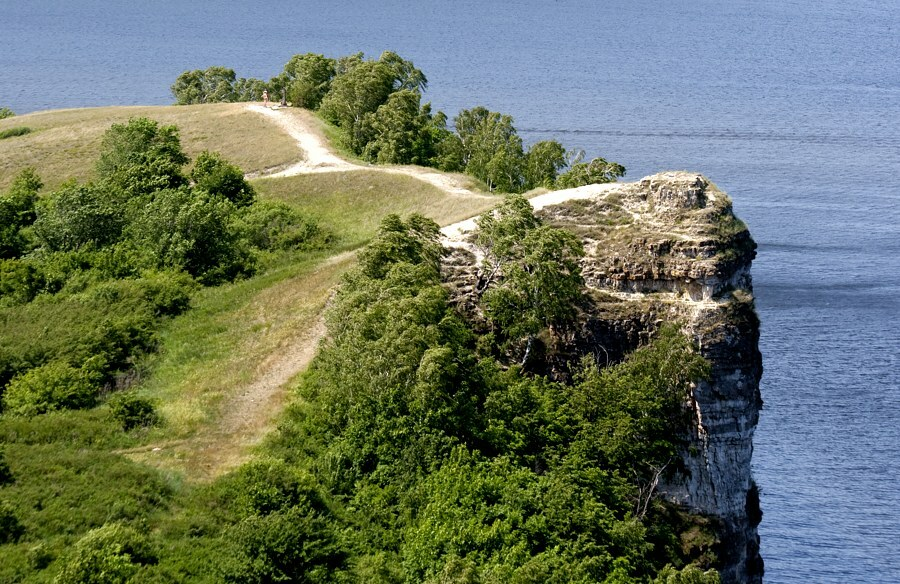

## Opis
Park znajduje się w dużym zakolu Wołgi w miejscu, gdzie rzeka omija Góry Żygulowskie (część Wyżyny Nadwołżańskiej). Naturalne granice parku tworzy z trzech stron Wołga i zatoka Zbiornika Kujbyszewskiego na rzece. Klimat kontynentalny, gorące lata i mroźne zimy. Średnia miesięczna temperatura powietrza w styczniu: –13 °C, w lipcu: +20,3 °C.

## Flora i fauna
W parku zachowały się reliktowe lasy sosnowe, dąbrowy, zarośla stepowe, brzozowe i sosnowe oraz rozległe łąki łęgowe. Na jego terenie rośnie 1302 gatunki roślin naczyniowych, 18 z nich, jako zagrożone, zostały wpisane do Czerwonej Księgi Federacji Rosyjskiej.
Wśród lasów przeważają lasy liściaste – 97,9%, w tym lasy lipowe, dąbrowy, lasy osikowe. Drzewostany iglaste reprezentuje sosna zwyczajna. Na stromych, południowych zboczach gór rosną sosnowe lasy stepowe. Równina zalewowa Wołgi na większości jej terytorium pokryta jest roślinnością drzewiastą i zielną. Występują tu lasy wierzbowe i wiązowo-dębowe.
Park zamieszkuje 61 gatunków ssaków, 213 gatunków ptaków, 9 gatunków gadów i 8 gatunków płazów. Żyją tu gatunki syberyjskie, a także gatunki typowe dla europejskich lasów liściastych i iglasto-liściastych, jak np. orlik grubodzioby, orzeł cesarski, bielik, ostrygojad zwyczajny, syczek zwyczajny, cietrzew zwyczajny, rzęsorek rzeczek, wydra europejska, a także łoś euroazjatycki, dzik euroazjatycki, sarna syberyjska.